# Mischocyttarus rufescens
Mischocyttarus rufescens är en getingart som beskrevs av Zikan 1949. Mischocyttarus rufescens ingår i släktet Mischocyttarus och familjen getingar. Inga underarter finns listade i Catalogue of Life.